# Rubiks orm

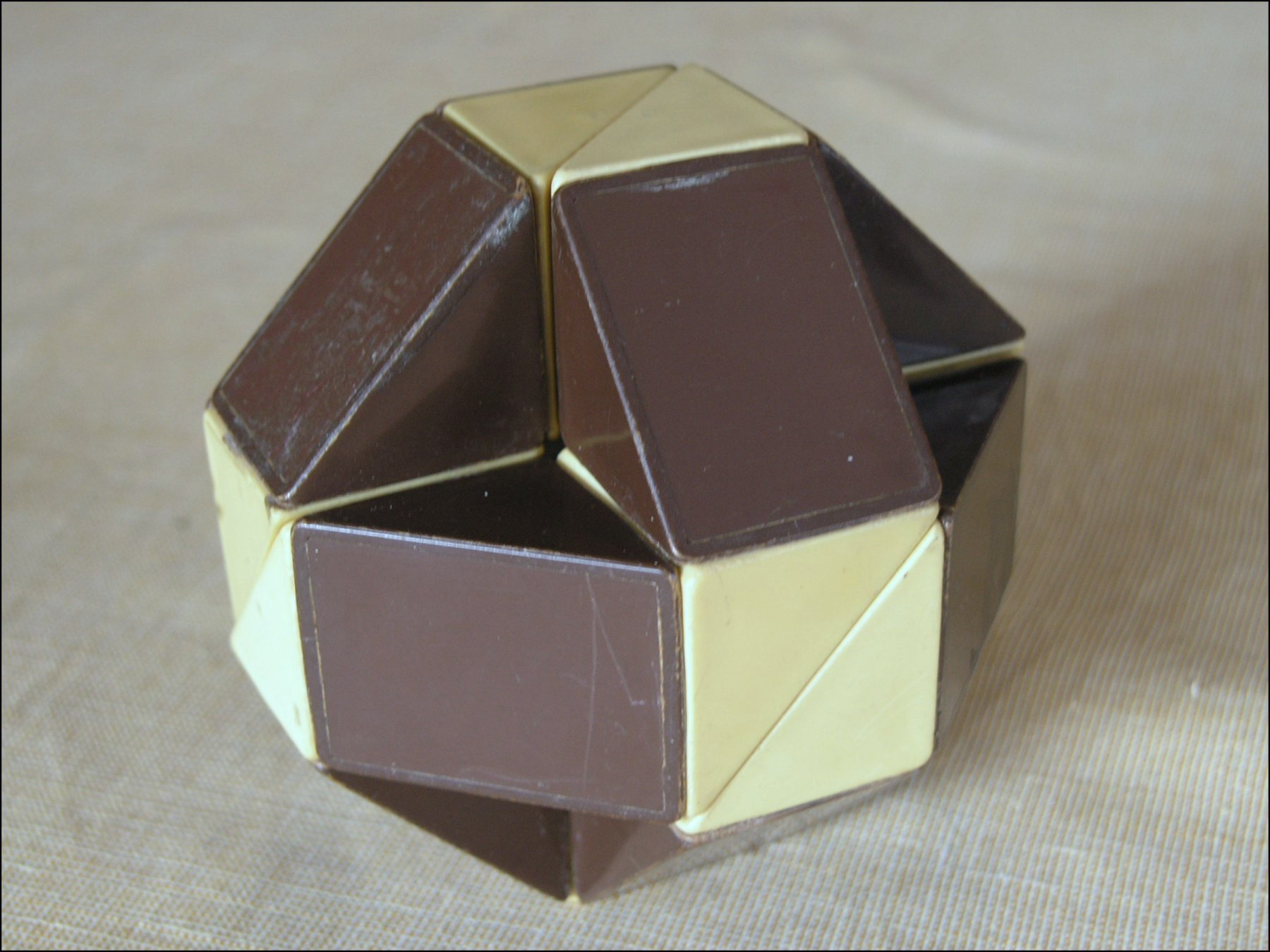
Rubiks orm i den form den levereras, kallad ”bollen”.

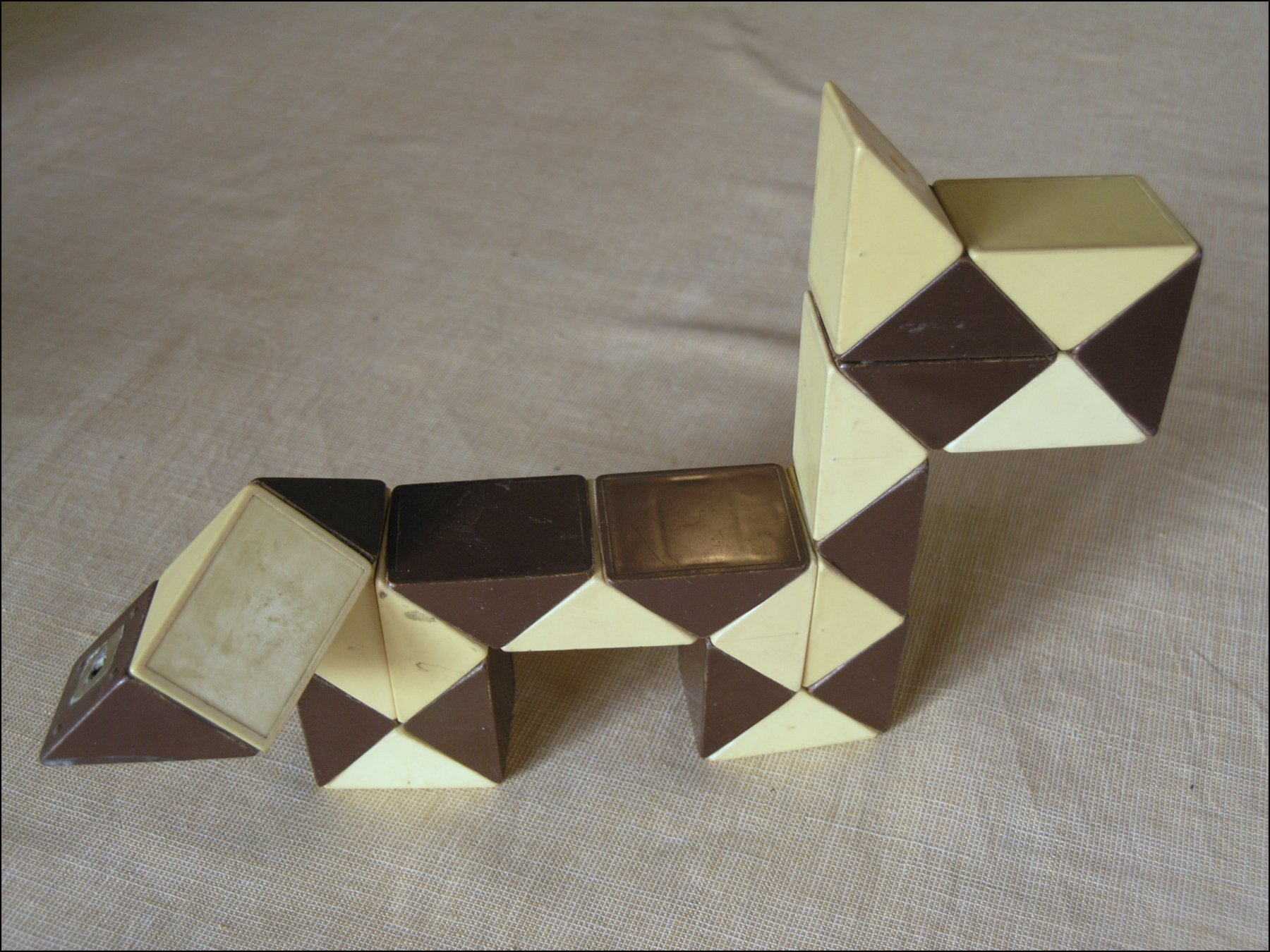
”Hunden”.

Rubiks orm är en pusselleksak skapad av Ernő Rubik. Den lanserades 1981. Ormen består av 24 stycken rätvinkliga kilar sammanfogade med fjädrande nitar så att de kan vridas men inte separeras. Genom att vrida kilarna inbördes kan ormen formas till en mängd olika former.
Antalet teoretiskt möjliga kombinationer är 423 eller ungefär 70 biljoner. Alla kombinationer är dock inte möjliga eftersom ormen i många lägen skulle vara i vägen för sig själv. Dessutom har alla kombinationer en identisk tvilling som man får om man gör samma figur, men börjar i andra änden av ormen. Antalet praktiskt möjliga och unika kombinationer är runt 6 biljoner.
Till skillnad från Rubiks kub och Rubiks Magic har ormen ingen ”lösning” utan bygger i stället på skapandet av olika kreativa kombinationer.
Med tiden skapades längre varianter av Rubiks orm, med till exempel 36, 48 eller 72 element, för att ytterligare öka de kreativa möjligheterna. Från början tillverkades dessa för hand av entusiaster genom att ta isär och sätta ihop element från flera vanliga 24-elements ormar, men flera olika storlekar upp till 144 element finns nuförtiden att köpa.[källa behövs]

## Fotnoter
1. ↑  23 vridbara leder som alla kan ha 4 olika positioner